# Молотов (Львовская область)
Молотов (укр. Молотів) — село в Ходоровской городской общине Стрыйского района Львовской области Украины.
Население по переписи 2001 года составляло 140 человек. Занимает площадь 1,1 км². Почтовый индекс — 81763. Телефонный код — 3239.